# Deeply Rooted
Albums de Scarface
Emeritus
(2008)
Deeply Rooted est le douzième album studio de Scarface, sorti le 4 septembre 2015.
L'album s'est classé 2e au Top Rap Albums, 3e au Top R&B/Hip-Hop Albums et au Top Independent Albums, 8e au Top Digital Albums et 11e au Billboard 200. 	

## Liste des titres
| No  | Titre                                                                              | Durée |
| --- | ---------------------------------------------------------------------------------- | ----- |
| 1.  | Intro (Produit par Mike Dean)                                                      | 0:59  |
| 2.  | Rooted (featuring Papa Reu – Produit par N.O. Joe)                                 | 3:37  |
| 3.  | The Hot Seat (featuring Jack Freeman – Produit par N.O. Joe)                       | 4:13  |
| 4.  | Dope Man Pushin' (featuring Papa Reu – Produit par N.O. Joe et Spuf Don)           | 3:17  |
| 5.  | Fuck You Too (featuring Z-Ro – Produit par N.O. Joe et Chuck Heat)                 | 3:52  |
| 6.  | Steer (featuring Rush Davis – Produit par Luke Walker)                             | 4:28  |
| 7.  | Anything (featuring Rich Andruws – Produit par N.O. Joe et Nottz)                  | 4:21  |
| 8.  | Do What I Do (featuring Nas, Rick Ross et Z-Ro – Produit par N.O. Joe et Spuf Don) | 4:25  |
| 9.  | God (featuring John Legend – Produit par N.O. Joe, Ervin Pope et Scarface)         | 4:52  |
| 10. | Keep It Movin' (featuring Avant – Produit par N.O. Joe et Spuf Don)                | 4:49  |
| 11. | You (featuring Cee Lo Green – Produit par N.O. Joe et Ervin Pope)                  | 3:04  |
| 12. | All Bad (Produit par N.O. Joe et Ervin Pope)                                       | 4:38  |
| 13. | Voices (Produit par M. Mac et J. Baum)                                             | 4:15  |
| 14. | No Problem (Produit par The Key)                                                   | 2:55  |
| 15. | Outro (Produit par Mike Dean)                                                      | 0:58  |

| 16. | Exit Plan (featuring Akon – Produit par Cardiak)                                     | 4:33 |
| 17. | Mental Exorcism (featuring Alex Isley – Produit par Arthur McArthur et Amir Epstein) | 3:36 |
| 18. | I Don’t Know (Produit par DJ Buddha)                                                 | 4:28 |